# Osmo Vänskä
Osmo Vänskä (Sääminki, Finlàndia, 28 de febrer del 1953) és un director d'orquestra finlandès.

## Síntesi biogràfica
Va començar la seva carrera musical com a clarinetista principal a l'Orquestra Filharmònica de Hèlsinki (de 1971 a 1976). Més tard va estudiar direcció d'orquestra a l'Acadèmia Sibelius de Hèlsinki. El 1982 va guanyar el Concurs Internacional de Joves Directors d'Orquestra de Besançon i el 1985 va esdevindre director convidat de l'Orquestra Simfònica de Lahti, essent l'any 1988 en què va esdevindre'n director principal.
L'any 1996 va ser nomenat director principal de la BBC Scottish Symphony Orchestra i el 2003 va passar a ésser el director principal de l'Orquestra de Minnesota.
El seu repertori és molt extens, però és sobretot conegut per les seues excel·lents interpretacions dels compositors escandinaus com ara Grieg, Jean Sibelius i Carl Nielsen.
Ha enregistrat (amb l'ajut de l'Orquestra de Lahti i la discogràfica BIS) obres de Kalevi Aho, Einojuhani Rautavaara, Bernhard Crusell, Uuno Klami, Tauno Marttinen, Robert Kajanus, Sofia Gubaidulina, Joonas Kokkonen, Jan Sandström i Fredrik Pacius.

## Carrera
Vänskä va començar la seva carrera musical com a clarinetista orquestral amb la Filharmònica de Turku (1971–76). Durant aquest temps va començar a estudiar direcció amb Jorma Panula a l'Acadèmia Sibelius, on entre els seus companys hi havia Esa-Pekka Salonen i Jukka-Pekka Saraste. El 1982 va guanyar el Concurs Internacional de Besançon per a Joves Directors.
Vänskä es va convertir en director convidat principal de l'Orquestra Simfònica de Lahti el 1985 i director en cap a El seu conjunt complet de simfonies de Sibelius amb l'Orquestra Simfònica de Lahti, també al segell BIS, ha obtingut un gran èxit. Ha gravat àmpliament amb la Lahti Orchestra per al segell BIS, incloent música de Kalevi Aho, Einojuhani Rautavaara, Bernhard Crusell, Uuno Klami, Tauno Martinen, Robert Kajanus, Sofia Gubaidulina, Joonas Kokkonen, Jan Sandström, Jean Sibelius i Fredrik Pacius.
Vänskä va ser director en cap de l'Orquestra Simfònica d'Islàndia des de 1993 fins a 1996. El 1996, va ser nomenat director en cap de l'Orquestra Simfònica Escocesa de la BBC (BBCSSO), i va exercir aquesta funció fins al 2002. Amb la BBCSSO, va fer enregistraments de l'obra completa. Simfonies de Carl Nielsen per al segell BIS. El juny de 2014, l'Orquestra Simfònica d'Islàndia va anunciar el retorn de Vänskä a l'orquestra com a següent director convidat principal, a partir de la temporada 2014–2015.
El 2003, Vänskä es va convertir en el director musical de l'Orquestra de Minnesota. Ell i l'orquestra han rebut elogis de la crítica, i es considera que ha millorat la qualitat de l'orquestra. El 2004, Vänskä i l'Orquestra de Minnesota van començar un projecte de cinc anys per gravar les simfonies completes de Beethoven amb el segell BIS. El 2005, Vänskä va signar una pròrroga de contracte amb l'Orquestra de Minnesota almenys fins al 2011. Al setembre de 2009, l'orquestra va anunciar l'extensió del contracte de Vänskä fins a la temporada 2014–2015. Va anunciar la seva dimissió l'1 d'octubre de 2013, un any després que la direcció tanqués els músics en un conflicte laboral de llarga data. El gener de 2014 Vänskä i l'Orquestra de Minnesota van guanyar un Grammy a la millor interpretació orquestral per l'àlbum de les Simfonies núms 1 i 4 de Sibelius. Va ser nomenat novament director musical de l'Orquestra de Minnesota l'abril de 2014 amb un contracte de dos anys, que es va ampliar el maig de 2015 fins a l'agost de 2019. El juliol de 2017, l'orquestra va anunciar una nova extensió del contracte de Vänskä fins a la temporada 2021-2022. El desembre de 2018, l'orquestra va anunciar que Vänskä havia de concloure la seva direcció musical de l'Orquestra de Minnesota al tancament de la temporada 2021-2022. Posteriorment, Vänskä està programat per prendre el títol de director laureat amb l'Orquestra de Minnesota.
El maig de 2008, una peça orquestral composta per Vänskä titulada The Bridge va ser estrenada per l'Orquestra Simfònica Metropolitana, dirigida per William Schrickel, baixista principal ajudant de l'Orquestra de Minnesota, amb la presència de Vänskä.
L'abril de 2019, l'Orquestra Filharmònica de Seül anuncia el nomenament de Vänskä com el seu proper director musical, a partir de gener de 2020, amb un contracte inicial de 3 anys. Està previst que Vänskä deixi de ser director musical de l'Orquestra Filharmònica de Seül a finals de 2022.

## Vida personal
Vänskä s'ha casat dues vegades. Ell i la seva primera dona Pirkko, crític de drama autònom, tenen tres fills grans, un dels quals, Olli, toca el violí a la banda de folk metal finlandesa Turisas. La parella es va separar el 2009. L'abril de 2015, Vänskä es va casar amb Erin Keefe, concertista de l'Orquestra de Minnesota. La parella resideix a Minneapolis. A la vida privada, una de les seves aficions és anar en moto.